# 羽田機械
羽田機械股份有限公司乃由大葉集團負責人葉松根於1964年10月3日創辦，初期生產摩托車車身、齒輪等零件為主。隨著製造經驗的累積與業務的拓展，從零件供應商一舉跨足機車製造業，1960年代陸續推出羽田50、羽田90、羽田100、標緻SP50等產品；1970年代則改替義大利比雅久代工組裝偉士牌機車，隨著日系速克達進軍臺灣市場，該公司改生產比雅久飛豹150、金祥瑞50等車款抗衡。
1976年該公司與法國標緻汽車簽約合作，引進汽車生產技術；三年後推出國產化的標緻504，隨後依序生產了標緻505、標緻305、標緻309、標緻405及標緻205等五款國產車。1982年該公司另與日本大發工業簽訂技術合作合約，此外兩者與三信商事合資成立大發汽車臺灣總代理達亞汽車。翌年該公司推出大發祥瑞1000國產車，交由達亞汽車銷售代理，搭配「大發祥瑞環島20圈大挑戰」行銷手法一炮而紅。
彼時臺灣車壇興起自主設計研發的風潮，裕隆汽車的裕隆飛羚101即為一例；羽田機械也以舊款五門掀背大發祥瑞1000為基礎，自行修改加上車尾行李廂，取名為「大發銀翼」在1986年上市。四年後，羽田機械更以新祥瑞為底本自行修改，推出「大發新象」。1980年代後半葉至1990年代前半葉可說是該公司的全盛時期，尤其1992年搭載噴射引擎的大發新象MI-16上市，更引發臺灣車壇的噴射引擎風潮。該公司甚至與日本五十鈴簽約，以CKD全散裝料的方式組裝生產了數十輛「大葉3510/3520」貨車（原型車為第四代五十鈴Elf），然而因財務危機並未真正上市。
不料羽田機械因擴展過快及遭逢汽車市場競爭激烈而發生財務危機，1995年葉松根陸續借貸預付新臺幣9億4千萬元給關係企業大葉汽車，掏空羽田機械之資產而涉嫌背信罪；同年10月12日羽田機械發言人兼副總經理賴永川證實，該公司跳票新臺幣2千8百萬元；同年12月26日該公司爆發財務危機，被公告停止營業6個月。但是葉松根竟然在此項重大訊息公告前，將其妻葉林月昭（掛名該公司董事長）名下2千5百張公司股票委託銀行信託售出，違反《證券交易法》。同年12月11日《商業周刊》報導，該公司內部主管曾經介紹葉松根與中國國民黨中央委員會投資事業管理委員會投資審議組組長溫子儉（前國防部聯合後勤司令部總司令溫哈熊之子）討論，擬由中央投資公司出資新臺幣10億元購買展葉機械（比雅久機車製造商）的40%股份；但溫子儉與中央投資公司總經理劉維琪都否認此次討論。
1996年，羽田機械被迫股票下市、停產關廠。1998年8月，法院裁定羽田機械重整，由葉松根、葉釋仁、葉喬智等三人擔任重整人。2006年7月13日，臺灣臺北地方法院正式公告該公司破產。

## 公司沿革
- 1964年：10月3日葉松根創設羽田機械股份有限公司，以生產摩托車車身、齒輪等零件為主。
- 1966年：進口機車引擎，裝配成「敏耐力牌」機車銷售。
- 1968年：推出第一輛自行開發製造的「羽田50」機車。
- 1973年：創設「比雅久股份有限公司」，替義大利比雅久代工組裝偉士牌機車。
- 1976年：正式與法國標緻汽車簽約合作，引進汽車生產技術。
- 1979年：該公司組裝製造之標緻504（英语：Peugeot 504）上市，正式跨足汽車製造領域。
- 1981年：推出標緻505轎車。
- 1982年：完成自動塗裝生產線與一貫化自動裝配生產線，5月推出標緻305（英语：Peugeot 305）；同年並與日本大發工業株式會社簽訂技術合作合約。
- 1983年：推出大發祥瑞1000（即第二代大發Charade（日语：ダイハツ・シャレード））。
- 1986年：推出大發新祥瑞1300、大發銀翼，此外標緻309（英语：Peugeot 309）與大發好載1.0L小貨車也於同年上市。
- 1988年：股票公開上市，資本額擴增為新台幣25億。
- 1989年：分別推出大發新祥瑞（即第三代大發Charade（日语：ダイハツ・シャレード））及標緻405（英语：Peugeot 405）。
- 1990年：成立工程中心，大發新象上市。
- 1991年：引進大型旗艦車款標緻605（英语：Peugeot 605）。
- 1992年：搭載噴射引擎的大發新象MI-16上市；國產化標緻205上市。
- 1993年：工研院與英國蓮花汽車簽訂合作開發汽車共用引擎計劃，該公司跟裕隆、中華、三陽等三家業者共同參與。
- 1995年：總經理葉松根掏空公司資產，涉嫌背信；同年12月26日違反《證券交易法》。
- 1996年：大葉集團多角化經營失敗，羽田機械被迫股票下市、停產關廠。
- 1998年：8月法院裁定該公司重整。
- 2006年：7月13日臺灣臺北地方法院公告該公司破產。
- 2008年：葉松根遭到臺北地檢署、彰化地檢署發布通緝，5月20日被警察逮捕到案[8]。
- 2011年：5月15日該公司停產關閉達16年之廠房土地遭到彰化地方法院民事執行處拍賣，追回積欠已久之貨物稅共新台幣5,760萬元[9]。

## 關係企業
- 大葉高島屋百貨股份有限公司
- 大葉重工業股份有限公司
- 新力鋁壓鑄股份有限公司
- 大葉開發股份有限公司
- 大葉大學
- 達亞汽車股份有限公司

## 外部連結
- 小七車觀點：來不及上市的國產車大葉 3510/3520 3.5噸貨車 （页面存档备份，存于）
- 汽車線採訪日記：車不是這樣玩的，掏空、擺爛汽車業爛帳一堆 （页面存档备份，存于）